# فنستنتون
فنستنتون (به انگلیسی: Fenstanton) یک روستا و محله مدنی در بریتانیا است که در هانتینگدونشر واقع شده‌است. فنستنتون ۲٬۸۶۸ نفر جمعیت دارد.